# Prostitució sagrada

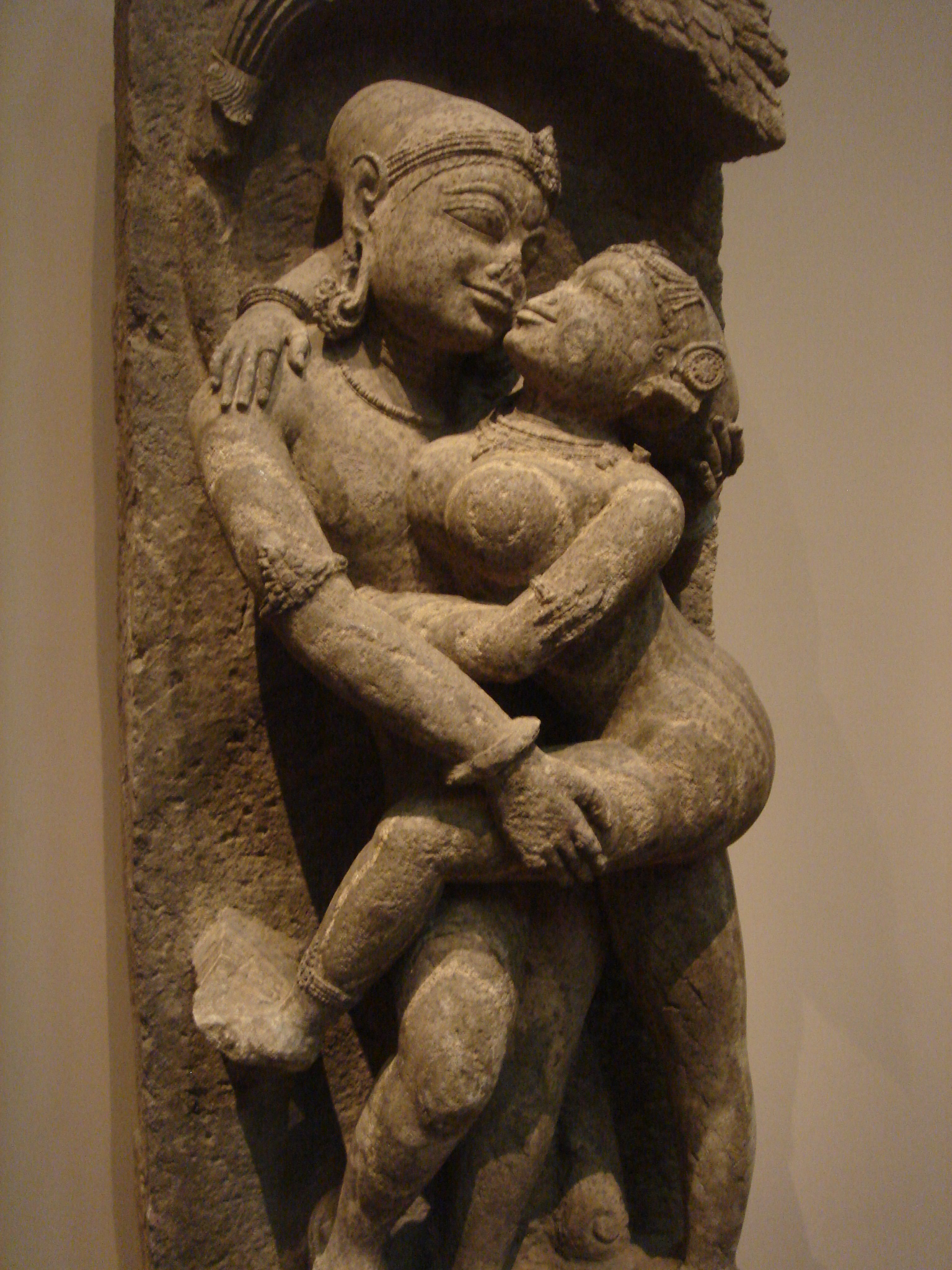
Parella que realitza el ritual sagrat de la Maithuna. Orissa,

La prostitució sagrada, la prostitució del temple, la prostitució del culte, i la prostitució religiosa són termes generals per a un ritual sexual que consisteix en relacions sexuals o altres activitats sexuals realitzades en el context del culte religiós, potser com una forma de ritual de la fertilitat o d'hierogàmia (matrimoni diví).
Alguns estudiosos prefereixen utilitzar el terme «sexe sagrat» (en referència a algun tipus de màgia sexual) en lloc de «prostitució sagrada» en els casos en què no hi ha pagament pels serveis; però sovint els rituals sagrats solien celebrar-se amb el pagament d'una petita suma de diners que s'acumulaven a la tresoreria del temple.
Els estudiosos han considerat aquestes pràctiques comunes en el món antic, especialment en les civilitzacions orientals de l'Orient Pròxim (dins de la civilització babilònica, entre els fenicis i els habitants d'Assíria), però també està certificat a Corint (vegeu Estrabó, Geografia, VIII, 378) i a Erice (vegeu Ciceró, Divinatio in Caecilium, 55), a més, el verb grec-antic κορινθιάζομαι / korinthiàzomai, que significava «freqüentar prostitutes». No obstant això, algunes de les últimes investigacions han qüestionat aquesta imatge, qüestionant en part la veritable fiabilitat de fonts antigues.
La raó principal per la qual va donar a llum i impuls a la pràctica d'una forma sagrada de la prostitució va ser un intent d'emmagatzemar l'energia vital; el sacerdot (de vegades el mateix fidel) s'unia sexualment amb la sacerdotessa, i realitzaven la seva unió amb un ritual de lloança a la deessa de l'amor per tal de propiciar la fertilitat de les dones que pertanyien a la comunitat i, de manera indirecta juntament amb ella, també la prosperitat econòmica general de l'Estat. La simbòlica recreació d'un matrimoni sagrat, i la unió de la humanitat amb la divinitat, era un ritu de fertilitat que es practicava en connexió amb un ritual sexual al temple. Les protagonistes eren sovint joves verges de bona família, o fins i tot les esclaves o les sacerdotesses del temple, que en la majoria dels casos es van unir sexualment amb estranys.
Sobre els orígens i característiques que assumien els diferents llocs en què es practicava, ha suscitat molts punts foscs; alguns d'aquests llocs eren Fenícia, Corint, Erice (Sicília) i Locri a la Magna Grècia.

## L'antic Orient Pròxim

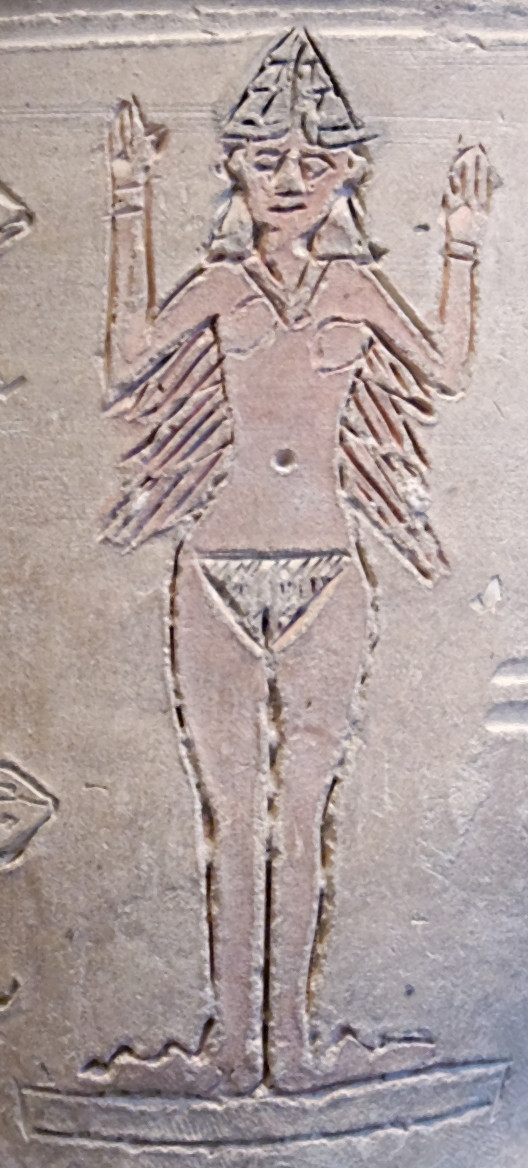
Inanna/Ixtar representada amb el tocat cerimonial de la summa sacerdotessa

Les antigues societats de l'antic Orient Pròxim al llarg dels rius Tigris i Eufrates van comptar amb molts santuaris i temples (o «cases del cel») dedicades a diverses deïtats. El relat de l'historiador del segle v aC Heròdot d'Helicarnàs i altres testimonis del període hel·lenístic i de l'antiguitat tardana suggereixen que les societats antigues fomentaven la pràctica dels ritus sexuals sagrats no només a Babilònia i Xipre, sinó a tot l'Orient Pròxim.
Segons Heròdot, els ritus realitzats en aquests temples incloïen relacions sexuals, o el que els estudiosos posteriors van anomenar «ritus sexuals sagrats»:
| «                                       | El costum babilònic més brutal és el que obliga a totes les dones del país a jeure's al temple d'Afrodita i tenir relacions sexuals amb un desconegut almenys una vegada a la seva vida. Moltes dones que són riques i orgulloses i menyspreades es barregen amb la resta, i es dirigeixen en grups cap al temple amb carruatges coberts i pintats, i s'hi troben amb un gran seguici d'assistents. Però la majoria es jeuen a la trama sagrada d'Afrodita, amb corones de corda sobre els caps; hi ha una gran multitud de dones que s'apropen; els passatges marcats per la línia passen a través de la multitud, pel qual els homes passen i escullen. Una vegada que una dona ha ocupat el seu lloc allà, no se'n va cap a casa fins que un desconegut li hagi llançat diners a la falda i tingui relacions sexuals amb ella fora del temple; però mentre tira els diners, ha de dir: «Et convido en nom de Mylitta». No importa quina suma tenen els diners; la dona mai es negarà, perquè això seria un pecat, els diners per aquest acte es converteixen en sagrats. Així que ella segueix al primer home que se l'hi apropa i no rebutja a ningú. Després de les seves relacions sexuals, després de complir el deure sagrat amb la deessa, se'n va a la seva casa; i després d'aquí no hi ha suborn, per molt gran que sigui. Així doncs, les dones que són belles i altes són aviat lliures de sortir, però les poc agraciades s'han de esperar perquè no poden complir la llei; algunes d'elles romanen durant tres anys o quatre. Hi ha un costum com aquest en algunes parts de Xipre. | » |
| — Heròdot d'Halicarnàs, Històries 1.199 | |   |

L'antropòleg britànic James Frazer va acumular citacions per demostrar això en un capítol de la seva magnífica obra La branca daurada (1890-1915), i això va servir de punt de partida per a diverses generacions d'estudiosos. Frazer i Henriques van distingir dues formes principals de ritus sexuals sagrats:
- ritu temporal de noies no casades (amb variants, com ara el ritual sexual de dots o la desfloració pública d'una núvia).
- el ritu sexual de tota la vida.[5]

Tanmateix, Frazer no va prendre les seves fonts dels períodes clàssics o hel·lenístics, sinó que ho va fer principalment dels autors de l'antiguitat tardana (és a dir, entre els anys 150 i 500). Això planteja preguntes sobre si el fenomen dels ritus sexuals en els temples es pot generalitzar a tot el món antic, tal com ho feien els erudits anteriors.
La investigació de Daniel Arnaud, Vincienne Pirenne-Delforge, Julia Assante, Stephanie Budin i altres ha sotmès en dubte a tota la tradició acadèmica que defineix el concepte de prostitució sagrada. Budin considera que el concepte de «prostitució sagrada» és un mite, argumentant que les pràctiques descrites en les fonts simplement mai han existit. Una visió més matisada, defensada per Pirenne-Delforge, suggereix que el sexe ritual existia al Pròxim Orient, però no en el món grec o romà en èpoques clàssiques o hel·lenístiques.

### El matrimoni sagrat

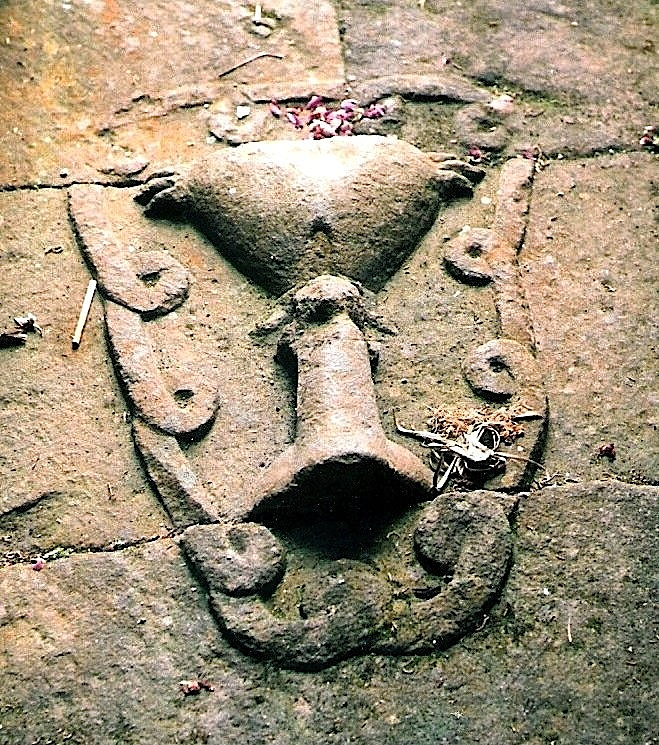
La unió entre lingam i yoni, part de la història de les representacions eròtiques de Candi Sukuh

La pràctica de la prostitució sagrada no ha estat confirmada en cap de les cultures de l'antic Orient Pròxim, malgrat moltes descripcions populars de l'hàbit. A través del segle xx, els estudiosos creien generalment que es representava una forma de ritual de matrimoni sagrat o hierogàmia entre el rei d'una ciutat estat sumèria i la summa sacerdotessa d'Inanna, la deessa sumèria de l'amor sexual, la fertilitat i la guerra, però no han sobreviscut evidències per demostrar que les relacions sexuals estaven incloses. Al llarg dels rius Tigris i Éufrates hi havia un temple d'Eanna, que significa «casa del cel», dedicada a Inanna al districte d'Eanna d'Uruk.
Tot i que pot haver existit una prostitució religiosa en els temples d'Inanna/Ixtar, Assante suggereix que ha sigut malentès el concepte del «matrimoni sagrat» (hierogàmia). Anteriorment, es creia que era un costum pel qual el rei, juntament amb la summa sacerdotessa, representaven la unió de Dumuzi amb Inanna (més tard anomenada Ixtar). És molt més probable que aquestes unions no s'hagin produït mai, sinó que eren adorns a la imatgeria del rei; els himnes que lloen els reis de l'Orient Mitjà per acoblar-se amb la deessa Ixtar sovint expliquen que ell corre 320 km, ofereix sacrificis, celebra un banquet amb el déu del sol Utu, i rep una corona reial d'An, tot en un sol dia. Un erudit comenta: «Ningú, segons el meu coneixement, ha tingut la intenció de proposar que els actors humans tinguessin el paper de Utu i An al banquet». No obstant això, no tots els autors estan convençuts.
Altres historiadors moderns argumenten que el temple de la deessa tenia sacerdotesses, però no hi ha proves que realitzessin cap mena de servei sexual en cap mena de culte.

### El codi d'Hammurabi
En les lleis del codi d'Hammurabi, els drets i el bon nom de les sacerdotesses sexuals femenines estaven protegits. S'aplicava a elles i als seus fills la mateixa legislació que protegia a les dones casades de la calúmnia. Podien heretar les propietats dels seus pares, recaptar ingressos de la terra treballada pels seus germans i disposar de béns. Aquests drets s'han descrit com extraordinaris, tenint en compte el paper de les dones en aquella època.

### La bíblia hebrea
La Bíblia hebrea (Tanakh / תנ״ך) usa dues paraules diferents per a la prostituta, zonah (זנה) i qědēšā (קדשה). La paraula zonah simplement significa «prostituta ordinària» o «dona lliure». Però la paraula qědēšā literalment significa «consagrada» (forma femenina), de l'arrel sémita Q-D-Š (קדש) que significa «sagrat» o «separat». Malgrat el significat culte d'una kedeshah per a un seguidor de la religió cananea, la Bíblia hebrea deixa clar que la prostitució sagrada no té cap lloc en la religió israelita o judaisme. Així, la versió hebrea de Deuteronomi 23: 17-18 diu als seguidors:
| «                       | 17. Cap de les filles d'Israel serà una qědēšā, ni cap dels fills d'Israel serà un qědēš. 18.No hauríeu de portar el lloguer d'una prostituta (zonah) o el salari d'un gos (kelev) a la casa del Senyor, el vostre Déu, per pagar un vot, perquè tots dos són una abominació al Senyor, el vostre Déu. | » |
| — Deuteronomi 23: 17-18 | |   |

Stephen O. Murray escriu que els passatges bíblics prohibeixen qdeshim i els vinculen amb déus i «formes de culte detestades pels seguidors ortodoxos de Yahveh». Celia Brewer Sinclair va escriure que «les exigències ètiques del pacte no permeten adorar a Yahveh en rituals sexuals lliures (ritus sexuals sagrats)». Els sacerdots masculins que es van dedicar a la prostitució sagrada del mateix sexe s'anomenaven qědēš (literalment, home sant savi); la paraula va evolucionar semànticament en l'hebreu antic per tenir un significat similar al de «sodomita». La paraula hebrea kelev (gos) a la següent línia també pot significar «ballarí» o «prostituta». Alguns estudiosos veuen els mandats contra l'adoració estrangera, incloent la prostitució sagrada masculina, possiblement la causa original del que més tard es convertiria en la condemna del judaisme del contacte sexual entre homes. Tanmateix, hi ha diversos exemples de condemna i instruccions contra les relacions sexuals masculines del mateix sexe (per exemple, Sodoma i Gomorra, Levític 20:13) a la Torà anterior al judaisme.
En el Llibre d'Ezequiel, Ohola (אהלה) i Oholiba (אהליבה) apareixen com les núvies al·legòriques de Déu que representen Samaria i Jerusalem. Es van convertir en prostitutes a Egipte, involucrant-se en la prostitució des de la seva joventut. Ezequiel condemna a les dues com les culpables de l'aliança religiosa i política amb les nacions paganes.

### Sumer
Segons l'observat per l'assiròleg Samuel Noah Kramer, els reis de l'antiga regió de l'antic Orient Pròxim de Sumer van establir la seva legitimitat participant en un acte sexual ritual en el temple de la deessa de la fertilitat Ixtar cada any, durant el desè dia de l'Akitu (Festival d'Any Nou).

### Hitites
Els hitites practicaven la prostitució sagrada com a part d'un culte a les deïtats, incloent l'adoració d'un parell de deïtats, un déu dels bous i una deessa dels lleó, mentre que en dies posteriors era la deessa mare que esdevingué prominent, representant la fertilitat i (a Fenícia) la deessa que presidia els naixements humans.

## L'antiga Grècia i el món hel·lenístic

### L'antiga Grècia
A l'antiga Grècia, era coneguda la prostitució sagrada a la ciutat de Corint, on el temple d'Afrodita emprava un nombre significatiu d'hetaira (de l'antic grec hetairai / ἑταίρα, lit. «dona de companyia») durant l'antiguitat clàssica.
El terme grec hieròdul (de l'antic grec hierodoulos / ἱερόδουλοι, lit. «esclau del temple») s'ha traduït a vegades com a «sagrada dona santa», però és més probable que es refereixi a un antic esclau alliberat de l'esclavitud per dedicar-se a un déu.

### El món hel·lenístic
En el món influenciat i colonitzat pels grecs, la prostitució sagrada es coneixia a Xipre (els grecs es van establir el 1100 a. C.), a Sicília (hel·lenitzada des del 750 a. C.), al Regne del Pont (segle viii aC) i a Capadòcia (hel·lenitzat el c. 330 a. C.).

## L'antiga Roma i l'antiguitat tardana
A l'antiga Roma, les prostitutes tenien el seu propi paper en diverses pràctiques religioses de l'antiga Roma, principalment en el mes d'abril.
Al segle iv, l'emperador romà Constantí I va tancar diversos temples de Venus o divinitats similars, tal com l'historiador de l'església cristiana, Eusebi de Cesarea, va escriure amb orgull. Eusebi també va afirmar que les ciutats fenícies d'Afqa i Heliopolis (Baalbek) van seguir practicant la prostitució del temple fins que l'emperador Constantí va posar fi al ritu del segle iv.

## El sud i est d'Àsia

### Japó

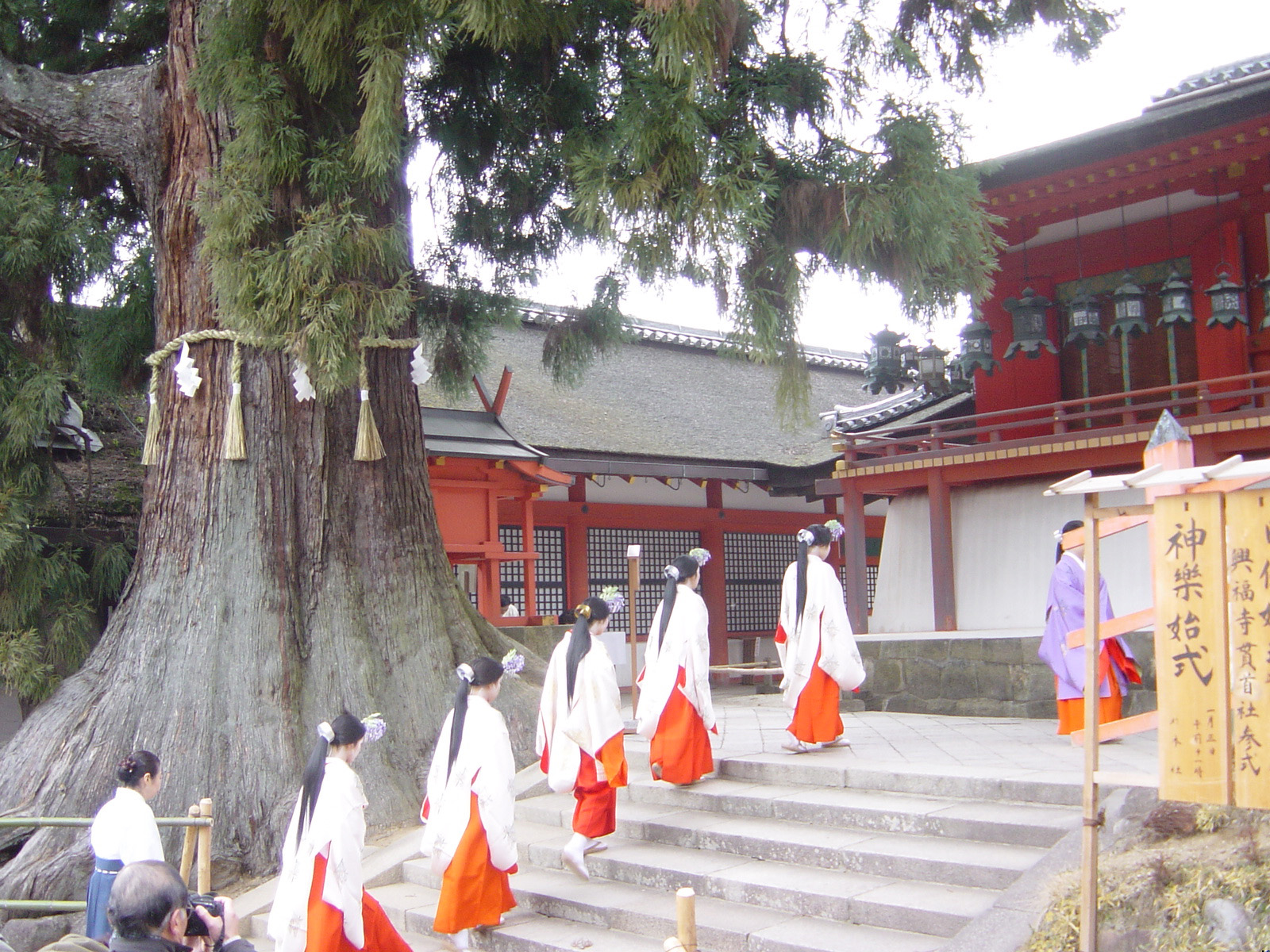
Miko en el santuari de Kasuga-taisha, Japó

La prostitució sagrada va ser practicada antigament per les miko (del japonès 巫女, lit. «núvia de santuari») dins del xintoisme tradicional japonès. Va haver-hi alguna vegada creences xintoistes que la prostitució era sagrada, i solien haver allotjaments per a les prostitutes del temple en els terrenys del santuari.
Aquesta pràctica tradicional va arribar a la seva fi durant el començament de l'era Meiji, a causa de la invasió de la moral cristiana occidental i el govern que va implementar el Shinbutsu bunri (神仏分離) que, entre altres coses, va reduir dràsticament els rols de la miko i va modificar les creences del xintoisme fins que es va convertir en el que ara es coneix com a Xintoisme estatal (国家神道).

### Índia

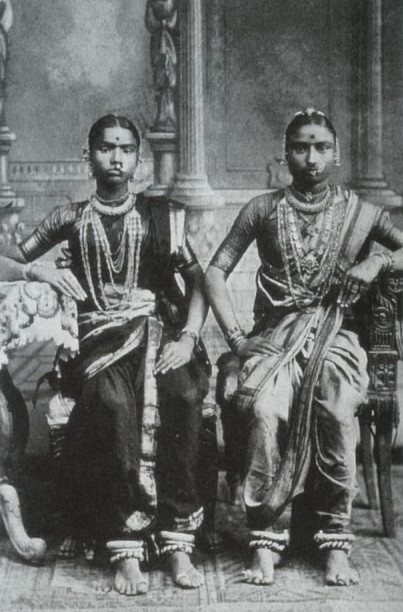
Dues devadâsî de Chennai, 1920

Al sud de l'Índia i l'estat de l'Índia oriental d'Orissa, les devadâsî (del sànscrit, lit. «serventa de la divinitat») practiquen la prostitució hierodúlica en l'hinduisme.
Les dones que són consagrades al temple des de molt joves són considerades com a esposes de la deïtat, sobrenomenades «dones eternes» (el seu marit, el déu, no pot morir durant la seva vida), i gaudeixen de llibertats sexuals que altres dones casades amb un «mortal» no tenen accés. Això implica la dedicació de nenes adolescents pre-pubescents i joves de pobles en un matrimoni ritual amb una deïtat o un temple, treballar al temple, actuar com a guies espirituals, i fer de ballarines i prostitutes al servei dels devots masculins al temple. Els informes de l'Human Rights Watch afirmen que les devadâsî es veuen obligades a aquest servei i, almenys en alguns casos, a practicar la prostitució per als membres de la casta superior.
Diversos governs estatals a l'Índia van promulgar lleis per prohibir aquesta pràctica, tant abans de la independència de l'Índia com més recentment. Inclouen la Llei de Devdasi de Bombay (1934), Llei de Devdasi de Madras (prevenció de la dedicació) (1947), Llei de Devdasi de Karnataka (prohibició de la dedicació) (1982), i Llei de Devdasi d'Andhra Pradesh (prohibició de dedicació) (1988). No obstant això, la tradició continua en certes regions de l'Índia, en particular els estats de Karnataka i Andhra Pradesh, i també al Nepal.
Tanmateix, la pràctica actual d'aquesta tradició sembla molt allunyada dels antigues costums i desviacions cap a les pràctiques de prostitució de carrer. Every Child és actualment l'única ONG internacional que treballa en aquest tema amb les dones de l'Índia.

### Nepal
El deuki és un antic costum practicat a les regions occidentals del llunyà Nepal, on una jove s'ofereix al temple local amb la tasca de complir una promesa feta abans per obtenir el mèrit religiós. La noia serveix en el temple com una prostituta, de la mateixa manera tradicional que ho fan les devadâsî a l'Índia. Actualment la pràctica està en declivi, però les nenes encara són dedicades, en alguns casos, al temple amb aquesta funció.
Els fills d'una deuki s'anomenen «devi».

## Mesoamèrica i Amèrica del Sud

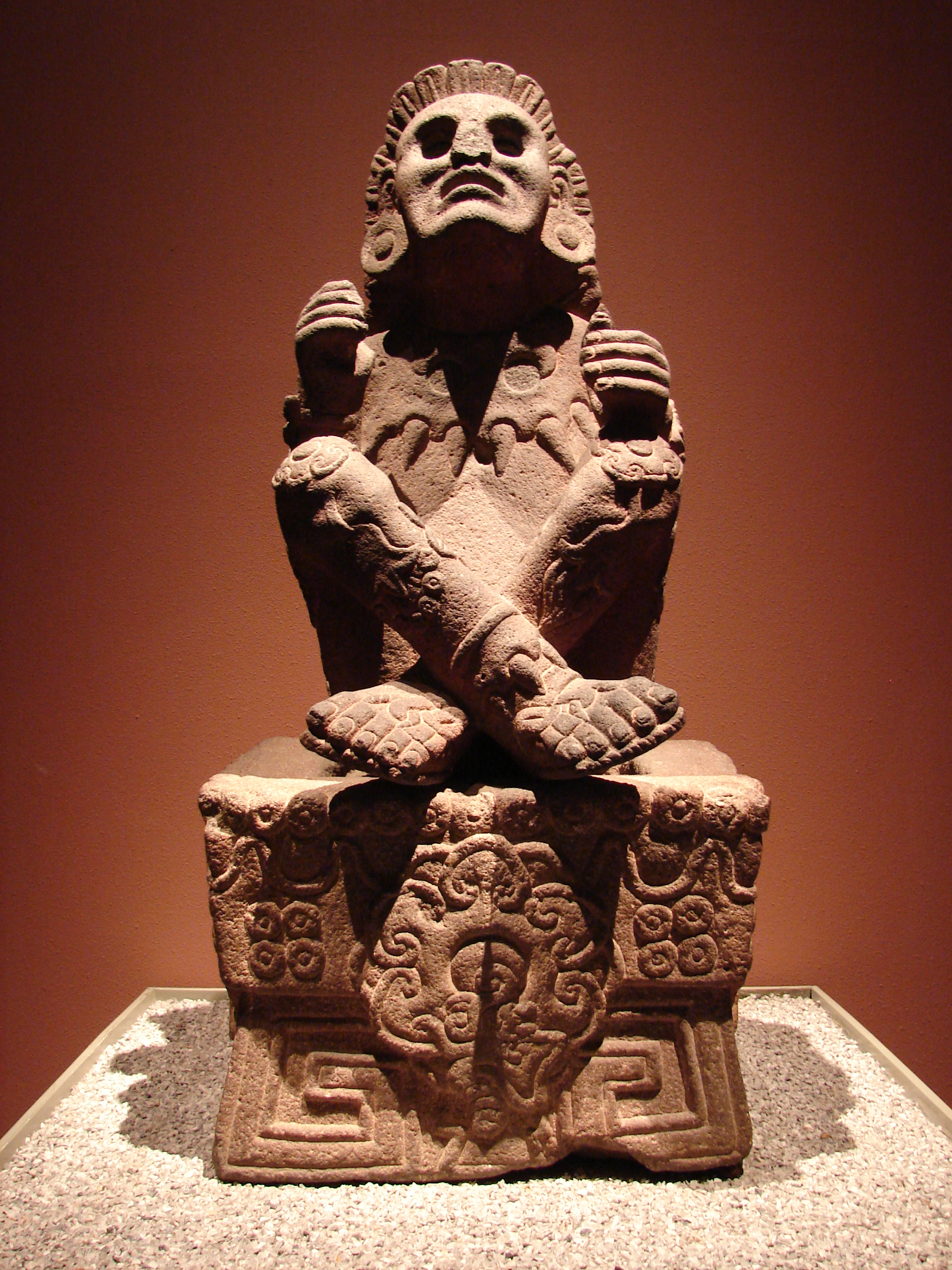
Estàtua de Xochipilli. Museu Nacional d'Antropologia (Mèxic)

Els maies van mantenir diversos cultes religiosos fàl·lics, possiblement implicant prostitució homosexual sagrada.
Els caps religiosos asteques eren heterosexuals cèlibes que van participar en actes homosexuals entre ells com a pràctica ritual religiosa. El déu asteca Xochipilli (pres d'ambdues cultures tolteca i maia) era tant el patró dels homosexuals com dels prostituts homosexuals.
A vegades, els inques van dedicar nois joves com a prostituts del temple. Vestien als nois amb roba femenina i els nobles i altres homes tenien relacions homosexuals rituals amb ells durant les cerimònies religioses i durant el dia.
Malgrat les afirmacions que els asteques practicaven l'homosexualitat i desviacions sexuals generalitzades, hi ha molta evidència que revela que la societat asteca generalment no acceptava les pràctiques homosexuals. La societat asteca va ser una societat molt conservadora que castigava la desviació sexual amb sentències extraordinàriament doloroses; als homosexuals se'ls arrencava amb força els seus còlons. El lesbianisme, l'homosexualitat i l'adulteri estaven prohibits en la llei asteca (encara que no és cert per altres cultures mesoamericanes). Només es va tolerar la prostitució femenina i la prostitució religiosa, que es va generalitzar, ja que les concubines també es van utilitzar per a sacrificis humans.
Xochiquetzal va ser adorada com a deessa del poder sexual, patrona de les prostitutes i dels artesans involucrats en la fabricació d'articles de luxe.
Els conquistadors es van quedar horroritzats per l'àmplia acceptació de l'homosexualitat, l'efebofília, la pederàstia i la pedofília entre els pobles mesoamericans i sud-americans, i van utilitzar tortures, mort a la foguera, decapitacions massives i altres mitjans per erradicar-los aquesta pràctica religiosa i social.

## Fets recents a Occident

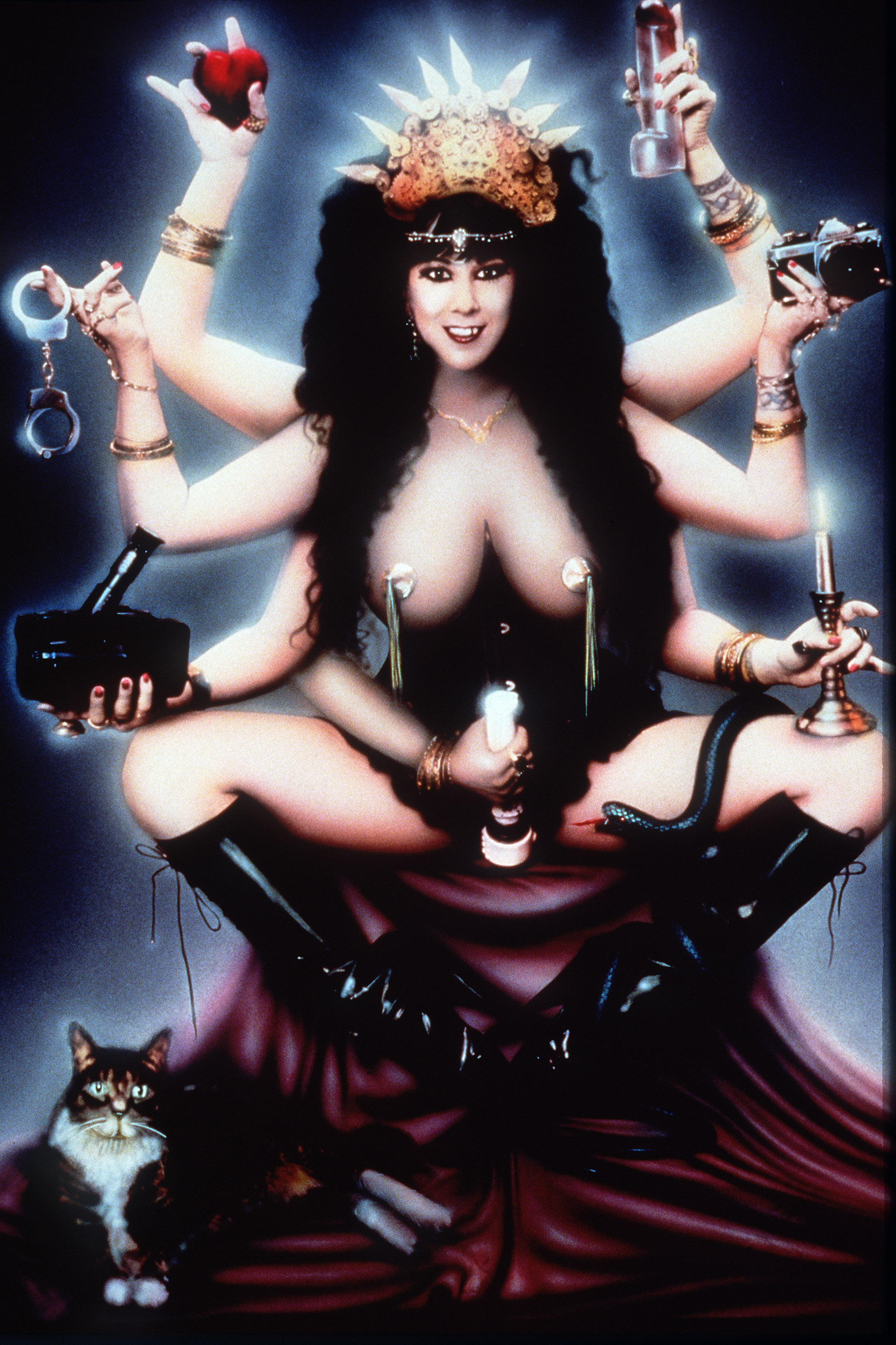
Neo Sacred Prostitute, d'Annie Sprinkle

A la dècada del 1970 i principis dels vuitanta, alguns cultes religiosos practicaven la prostitució sagrada com a instrument per reclutar nous conversos. Entre ells hi havia el suposat culte Nens de Déu, també conegut com The Family, qui va anomenar a aquesta pràctica «Flirty Fishing». Més tard van abolir la pràctica a causa de la creixent epidèmia de la SIDA.
Al comtat de Ventura (Califòrnia), Wilbur Tracy i Mary Ellen Tracy van establir el seu propi temple, el Church Of The Most High Goddess (l'Església de la Deessa Màxima), arran d'allò que van descriure com una revelació divina. Els actes sexuals van tenir un paper fonamental en els rituals sagrats de l'església, que van ser representats per Mary Ellen Tracy en el seu paper assumit d'alta sacerdotessa. Els articles del periòdic local sobre l'església neopagana ràpidament van cridar l'atenció dels funcionaris de la policia local i, a l'abril de 1989, la parella va ser arrestada pels càrrecs de proxenetisme i prostitució. Van ser jutjats per la cort estatal i sentenciats a condemnes de 180 dies de presó i una multa de 1.000 dòlars per a Wilbur Tracy, i 90 dies i una revisió per a detectar malalties de transmissió sexual per a Mary Ellen Tracy.